# 笃列图 (天历进士)
笃列图（1312年—1348年），字敬夫，捏古氏，元朝政治人物，后迁居永丰。
其父卜里也秃思，事奉元文宗于潜邸，官靖江路总管。天历三年（1330年），笃列图举进士第一，文宗看到其对策说：“他必是世家子弟，何以知我家之事如此详细？”授为集贤修撰。御史中丞马祖常把妹妹嫁给他。官至江南行台监察御史，按治湖广、江浙诸路，有政绩。威顺王宽彻不花不法，夺山泽之利，百姓告官，笃列图弹劾威顺王之罪应该削爵土，后来被朝廷赦免。按例，御史按部至，官吏供应盛大，笃列图命全部撤去，视事时，无不震慑，都说：“小心得罪捏古状元。”召为内台御史，后来病卒，年三十七岁。